# Carla Díaz

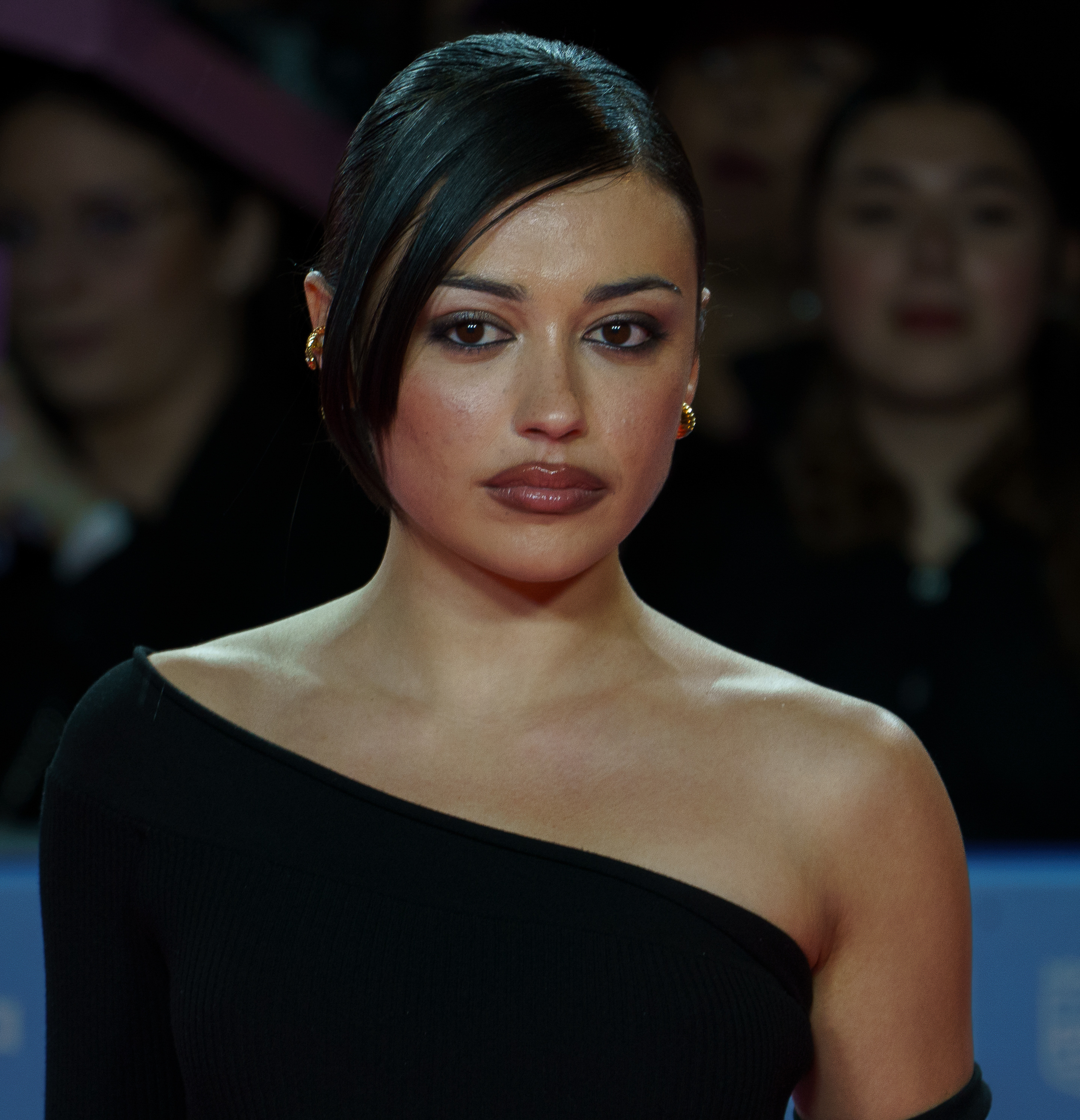
Carla Díaz (2025)

Carla Díaz (* 19. Juli 1998) ist eine spanische Filmschauspielerin.

## Leben
Carla Díaz wurde bereits im Alter von 9 Jahren als Kinderdarstellerin aktiv. Ab 2010 spielte sie als Rosa Lobo in der Abenteuerserie Tierra de lobos mit. Es folgte ab 2014 die Serie El Príncipe. Ab 2015 war sie als Elisa Silva in der Serie Seis hermanas zu sehen. Größere Bekanntheit erlangte sie durch ihre Rolle der Ariadna "Ari" Blanco Commerford in der Netflixserie Élite, die sie seit 2021 verkörpert.

## Filmografie (Auswahl)
- 2010–2014: Tierra de lobos (Fernsehserie, 42 Folgen)
- 2011: Punta Escarlata (Fernsehserie, 9 Folgen)
- 2012: Carmina
- 2014–2016: El Príncipe (Fernsehserie, 23 Folgen)
- 2015: Teresa
- 2015–2017: Seis Hermanas (Fernsehserie, 254 Folgen)
- 2020–2021: Madres. Amor y vida (Fernsehserie, 39 Folgen)
- 2021–2022: Élite (Fernsehserie, 24 Folgen)
- 2025: Delicious